# 板桥镇 (恩施市)
板桥镇，是中华人民共和国湖北省恩施土家族苗族自治州恩施市下辖的一个乡镇级行政单位。

## 行政区划
板桥镇下辖以下地区：
板桥社区、大山顶村、穿洞村、大木村和新田村。

## 特产
板桥党参：中国地理标志产品。